# Bandeira da República Socialista Soviética da Lituânia

Bandeira da República Socialista Soviética da Lituânia (1953-1989)

A Bandeira da República Socialista Soviética da Lituânia foi adotada pela RSS da Lituânia, em 15 de julho de 1953.
Antes dessa, a bandeira era vermelha com a foice e martelo dourados no canto, no alto, à esquerda, e os carácteres em latim LIETUVOS TSR sobre o letreiro dourado sem o uso de serifa.